# California (Lied)
California ist ein Lied der amerikanischen Musikgruppe Phantom Planet (A. Greenwald, D. Robinson, J. Brautbar, J. Schwartzman und S. Farrar) von dem Album The Guest aus dem Jahr 2002. In den Vereinigten Staaten erschien die Single am 23. April 2002. Es ist der Titelsong der US-amerikanischen Fernsehserie O.C., California. 
California handelt davon, den U.S. Highway 101 entlang nach Kalifornien zu fahren. Roman Coppola, Cousin von Liedschreiber Jason Schwartzman, drehte das Musikvideo.
Durch den Erfolg der Serie O.C., California wurde auch das Lied bekannt und wurde in einer Simpsons-Folge als Parodie gespielt. Allerdings ist das Lied auch in weiteren Filmen oder Fernsehserien wie Fastlane oder Der Enron-Bankrott zu hören. Es ist auch auf dem Soundtrack zu Nix wie raus aus Orange County enthalten.

## Kommerzieller Erfolg

### Chartplatzierungen
| ChartsChartplatzierungen     | Höchstplatzierung | Wochen |
| ---------------------------- | ----------------- | ------ |
| Deutschland (GfK)            | 13 (24 Wo.)       | 24     |
| Österreich (Ö3)              | 3 (23 Wo.)        | 23     |
| Schweiz (IFPI)               | 17 (17 Wo.)       | 17     |
| Vereinigtes Königreich (OCC) | 9 (19 Wo.)        | 19     |

| ChartsJahrescharts (2005)    | Platzierung |
| ---------------------------- | ----------- |
| Deutschland (GfK)            | 57          |
| Österreich (Ö3)              | 30          |
| Vereinigtes Königreich (OCC) | 90          |

### Auszeichnungen für Musikverkäufe
| Land/Region                  | Auszeichnungen für Musikverkäufe (Land/Region, Auszeichnung, Verkäufe) | Verkäufe  |
| ---------------------------- | ---------------------------------------------------------------------- | --------- |
| Vereinigte Staaten (RIAA)    | Gold · + Gold (Mastertone)                                             | 1.000.000 |
| Vereinigtes Königreich (BPI) | Gold                                                                   | 400.000   |
| Insgesamt                    | 3× Gold ·                                                              | 1.400.000 |